# Maki Tsukada
Maki Tsukada (jap. 塚田真希 Tsukada Maki; ur. 5 stycznia 1982 w Shimotsuma) – japońska judoczka, mistrzyni olimpijska z Aten i wicemistrzyni z Pekinu w kategorii +78 kg.
Oprócz olimpijskiego złota i srebra ma na swoim koncie także pięć medali Mistrzostw Świata: złoto (2007), 2 srebra (2003, 2007) i trzy brązowe (2005, 2009, 2010).